# جورج وودز
جورج وودز (بالإنجليزية: George Woods)‏ هو سياسي بريطاني (وحمل سابقاً جنسية المملكة المتحدة لبريطانيا العظمى وأيرلندا)، ولد في 13 سبتمبر 1886، وتوفي في 9 يوليو 1951. حزبياً، نشط في حزب العمال. في الانتخابات العامة في المملكة المتحدة 1935 ‏، انتخب عضو برلمان المملكة المتحدة الـ37 عن دائرة Finsbury (UK Parliament constituency) ‏ (14 نوفمبر 1935 – 15 يونيو 1945) وفي الانتخابات العامة في المملكة المتحدة 1945 ‏، انتخب عضو برلمان المملكة المتحدة الـ38 عن دائرة Mossley (UK Parliament constituency) ‏ (5 يوليو 1945 – 3 فبراير 1950) وفي الانتخابات العامة في المملكة المتحدة 1950 ‏، انتخب عضو برلمان المملكة المتحدة الـ39 عن دائرة Droylsden (UK Parliament constituency) ‏ (23 فبراير 1950 – 9 يوليو 1951).